# La Roca (Gallifa)
La Roca és una masia del terme municipal de Gallifa, a la comarca catalana del Vallès Occidental.
Està situada a 561,9 metres d'altitud en el sector nord-est del terme, molt a prop del termenal amb Sant Feliu de Codines, enlairada al nord del punt quilomètric 12 de la carretera BP-1241. És a la dreta del torrent de la Pinassa i a l'esquerra del torrent de l'Espeltar, en un contrafort, denominat Serrat del Camell, del vessant oriental del cim de la Mola, també coneguda com a Muntanya de Sant Sadurní. Al cim d'aquesta muntanya hi ha l'ermita romànica de Sant Sadurní de Gallifa, o de la Roca, pel fet de trobar-se en terres de la masia de la Roca.
S'hi accedeix per una pista rural privada, ja que només mena a aquesta masia, que surt cap al nord-oest des del punt quilomètric 11,5 de la carretera esmentada i mena a la Roca en 1,5 quilòmetres de recorregut.